# Luc Arbogast
Pour les articles homonymes, voir Arbogast.
Luc Arbogast, né le 2 novembre 1975 à La Rochelle, est un musicien et chanteur français, qui s'inspire de la musique médiévale. Doté d'une voix de contreténor, il se produit sur scène en costume de style médiéval tout en arborant quelques symboles punk comme le piercing et des tatouages. Il a participé à la saison 2 de The Voice. Après cette prestation, il signe chez Mercury Records, une division d'Universal Music.

## Biographie

### Enfance et adolescence (1975-1985)
Luc Arbogast naît à La Rochelle d’un père militaire et d’une mère allemande, Monica, qui travaille à Radio La Rochelle. Il a deux frères nés à Baden-Baden. Il passe son enfance en Charente-Maritime : Aunis, Loire-de-Vérines, Landrais, Salles-sur-Mer et Villeneuve-les-Salines. Le petit Luc découvre la musique dans la « chorale des Petits chanteurs à la Croix d'Aunis » avec laquelle il chante à la cathédrale Saint-Louis de la Rochelle.
Sa famille s'installe ensuite à Limoges pendant trois ans.
En 1985, ses parents s’installent en Alsace, dans la vallée de Munster et Luc entame sa scolarité primaire d’abord à l’école communale de Metzeral, puis à celle de Munster, et en 1986 au collège Frédéric-Hartmann de cette même commune,. Il se familiarise avec le dialecte alsacien, et avec les Scouts de France, il apprend à jouer de la flûte, de la guitare (dont il répare une corde par un câble de frein à vélo), de l'harmonica, de la guimbarde et du piano,,.
À l’âge de dix ans, il participe à un spectacle son et lumière, Transhumance, qui raconte la création du Val Saint-Grégoire. Il entame des études secondaires au lycée Frédéric-Kirschleger de Munster qu'il abandonne après la seconde, après avoir déclaré à son conseiller d'orientation : « Je veux être animateur, chanter des chansons dans les colos. Aujourd'hui je suis animateur dans des salles et des églises. » Après plusieurs petits boulots  (cracheur de feu, parfumeur, mannequin, vendeur en prêt-à-porter ou en sous-vêtement, entreprise de réfrigérateurs, « body piercer », etc.) , il décide de se consacrer uniquement au chant et de s’exprimer dans la rue,,.

### Période punk-rock (1993-1995)
Adolescent avec des convictions anarchistes, Luc Arbogast écoute du punk rock et du heavy metal et commence à jouer dans des groupes de punk rock. Luc basculera de la culture punk-metal vers la musique traditionnelle, tout en continuant à diriger le groupe Chaos Squad, fondé en 1993 avec son frère Yann, fusionnant ces différents styles. Le groupe s'arrêtera en 1995.

### Débuts dans la musique médiévale (1995-2003)

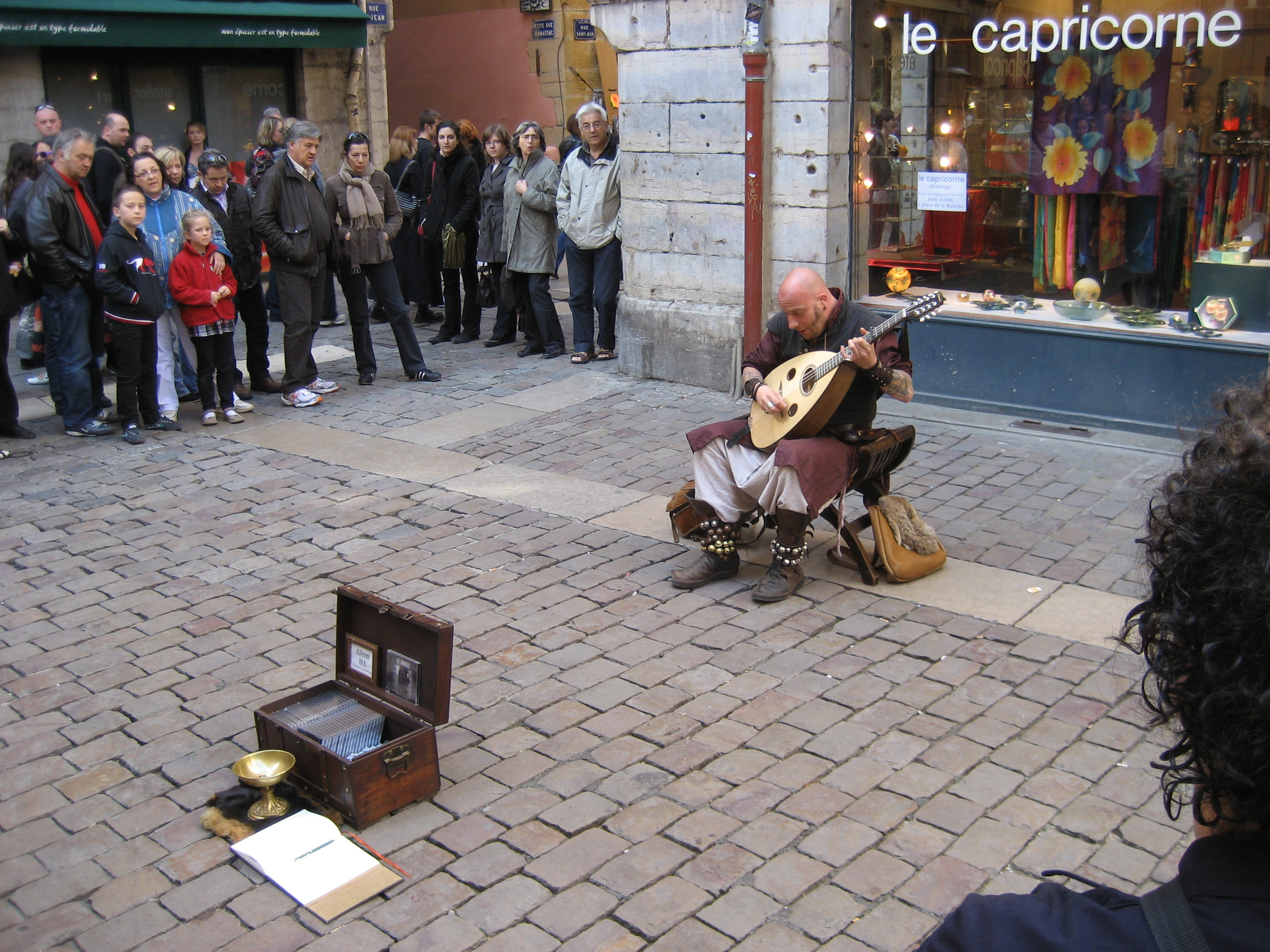
Luc Arbogast en concert dans une rue de Lyon en 2010.

En 1995, il s'oriente vers la musique médiévale et le classique, écoutant aussi la musique de Malicorne, Ange ou Harmonium. Il reprend des textes du XVe siècle, des sibylles du IXe siècle et des chants de la Renaissance, mais compose également,.
En 1996, il découvre qu'il a un registre de contreténor de manière « fortuite »,. Dans une interview réalisée par des internautes pour le magazine 20 Minutes, il explique avoir découvert sa voix lorsqu'une de ses amies lui avait prêté une mandoline pour l'accorder. Ainsi, sa voix serait « sortie tout seule ».
Toujours en 1996, il fonde le groupe Angenon, avec Toïvo Rolser, dont les compositions irlando-médiévales connaissent le succès dans les pub strasbourgeois. À la même période, il commence à se produire comme musicien de rue, sur les parvis des cathédrales ou lors de fêtes médiévales. Il reprend en particulier L'Écolier assassin de Malicorne, que son frère lui a fait découvrir.

### Premiers albums autoproduits (2003-2012)

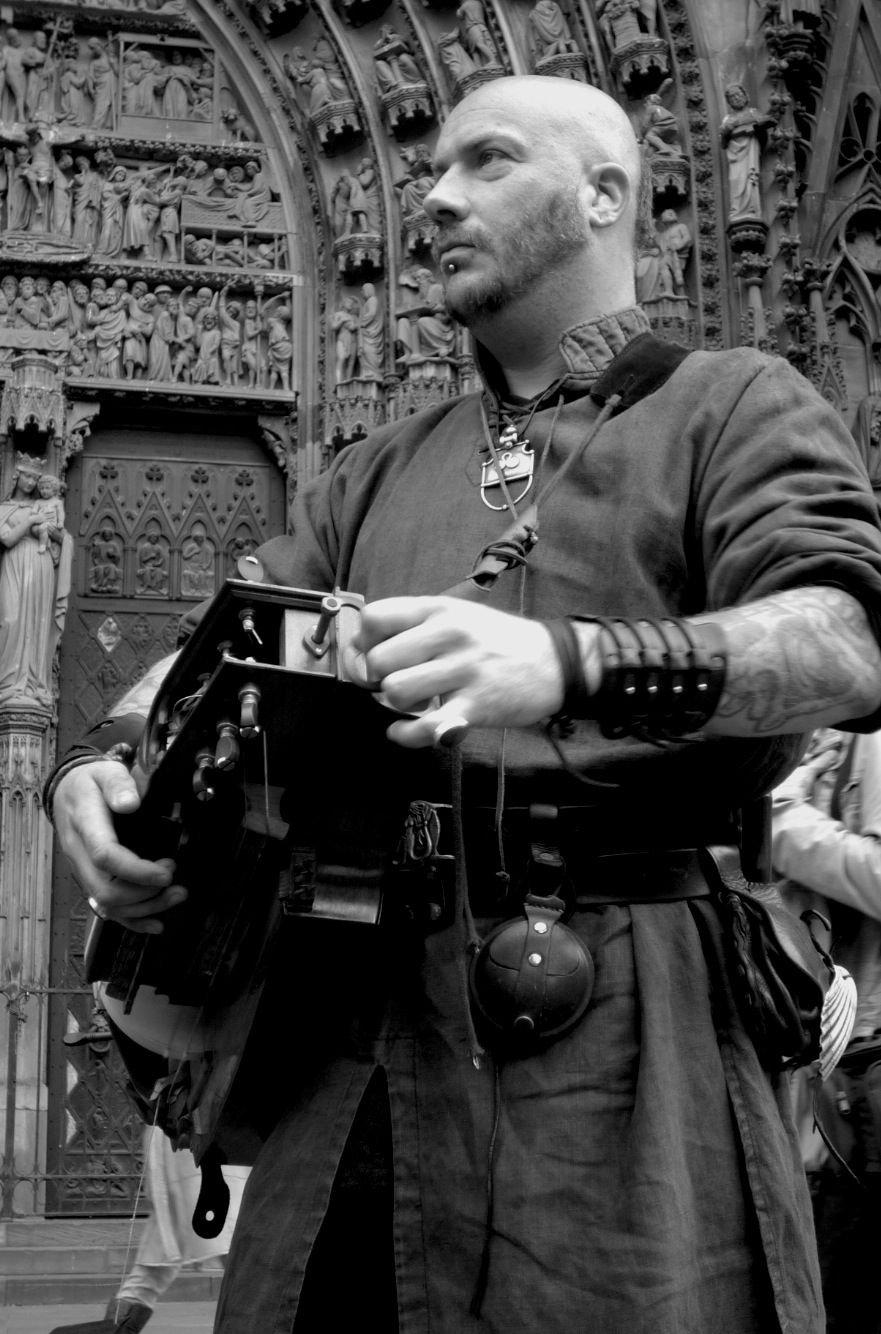
Luc Arbogast en 2011 à Strasbourg avec une vielle à roue.

En 2003, il sort son premier album auto-produit Fjall d'Yr Vinur, d'inspiration scandinave.
Après avoir sorti trois autres albums autoproduits (Domus en 2004, Hortus Dei en 2007, Aux Portes de Sananda en 2009), il fonde en 2010 le collectif Centaures avec la troupe des musiciens qui ont participé aux enregistrements des différents albums de Luc enregistrés à Strasbourg. Ce collectif réunit des artistes et amis du chanteurs, musiciens, jongleurs de feu, pour des spectacles donnés en France et en Europe.
Luc publie en avril 2012 son cinquième album Canticum in Terra, avec comme musiciens Mélinda Bressan à la flûte traversière, Jean Louis Renou aux percussions, Aliocha Regnard au violon et à la nyckelharpa, et Sarah Picaud au chant. La même année, lors des championnats du monde de patinage artistique à Nice, le champion de patinage Brian Joubert patine sur sa chanson An Freij de An Neo Era. Au gala Les Étoiles de la glisse à Courchevel le 30 décembre 2012, Luc Arbogast l’accompagne en chantant en direct  Canción Sefaradí.

### Participation à l’émissionThe Voice, la plus belle voix(2012-2013)
En 2013, Luc Arbogast se présente au casting de la saison 2 de The Voice, la plus belle voix devant plus de 9,3 millions de téléspectateurs, où il passe la première étape en choisissant l’équipe de la chanteuse Jenifer « parce que son univers suscite ma curiosité. Je veux confronter le sien et le mien ». Il gagne sa « battle » contre Thomas Vaccari et accède ainsi aux primes, mais se fait éliminer aux directs.
Au total, il chante trois fois lors de l'émission en interprétant : 
- Canción sefaradí version courte - Luc Arbogast (épisode 1 : auditions à l'aveugle diffusé le 2 février 2013 sur TF1)[1] ;
- Mad World - Tears for Fears en duo avec Thomas Vaccari (épisode 7 : les battles diffusé le 16 mars 2013 sur TF1) ;
- L'Adagio d'Albinoni - Remo Giazotto (épisode 11 : prime 1 diffusé le 13 avril 2013 sur TF1).

Malgré l'échec, The Voice lui permet de « mettre en lumière [son] travail de l'ombre » comme il le déclare. Il donne ainsi après l'émission un concert à la Fnac de Strasbourg devant 150 personnes, puis sur le parvis de la cathédrale devant 600 personnes.

### Odysseus(2013-2014)

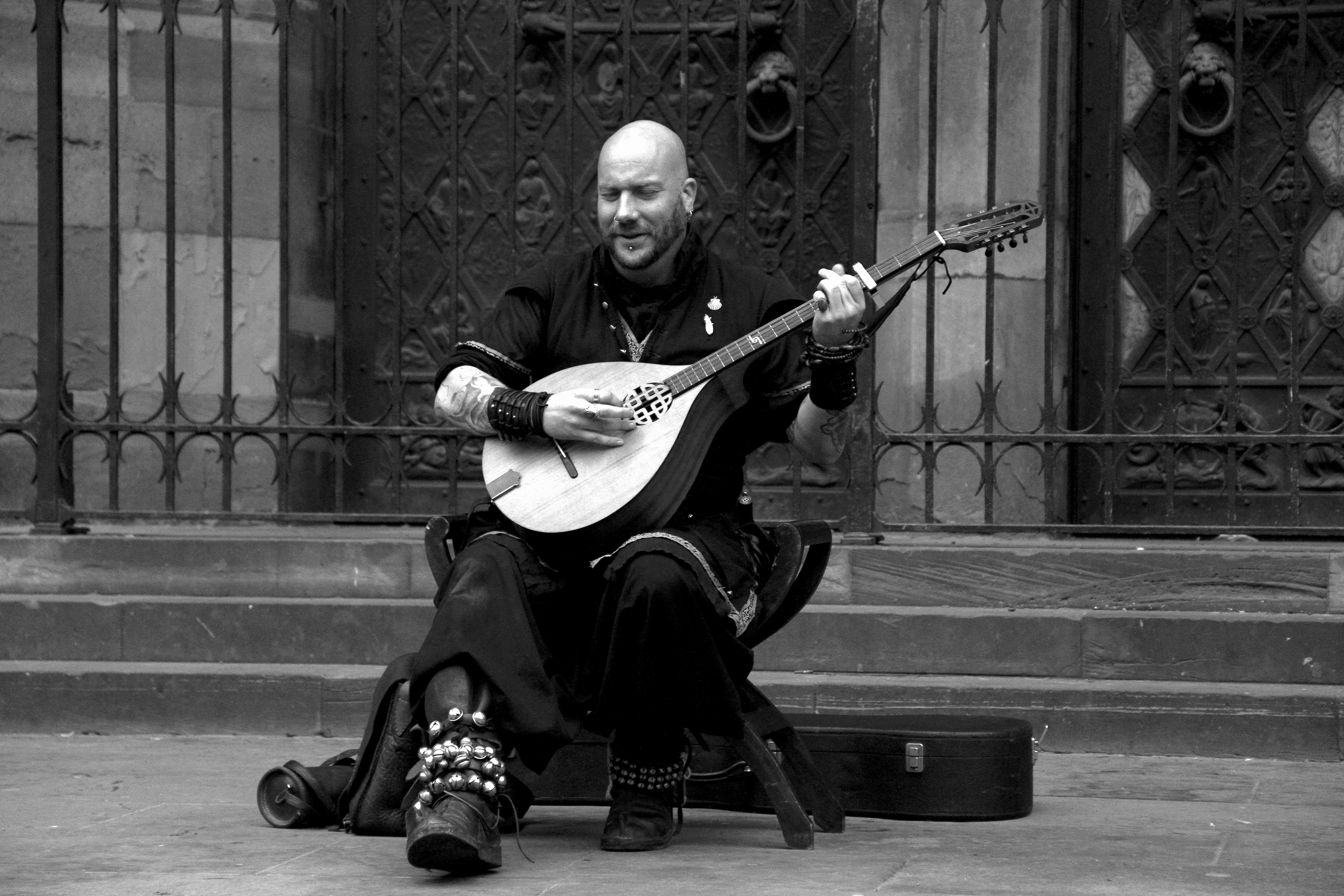
Luc Arbogast chante devant la cathédrale Notre-Dame de Strasbourg en mars 2013.

Le 5 mars 2013, Luc Arbogast chante devant les élèves de son ancienne classe de CE2 à l'école du Centre à Munster, avec le même instituteur Hubert Wende, qui dirige aussi l'harmonie Schwarzenbourg,.
Le 5 août suivant sort son 6e album Odysseus, le premier produit par une major (Universal/Mercury), qui se classe la première semaine no 1 des ventes d'albums en France, ; il est numéro un des ventes en France durant deux semaines, du 5 au 18 août 2013, détrôné par la suite par Stromae avec Racine carrée. Il est disque de platine (100 000 exemplaires) en deux semaines, puis double disque de platine, soit plus de 200 000 ventes. Trois titres de ce disque entrent dans le classement français. La pièce de l'album Nausicaa est une adaptation de la Moldau de Smetana.
En février 2014, il se produit à Paris à l'Olympia.
Le 15 juin 2014, un touriste américain filme Luc Arbogast en train de chanter Cant del Matin devant la cathédrale de Strasbourg et met la vidéo sur YouTube. Celle-ci remporte un franc succès, notamment auprès d'une partie des médias internationaux, des États-Unis à l'Italie en passant par la Chine ou la Turquie. Ainsi, le Huffington Post qualifie la performance de Luc comme « quelque chose d'encore jamais entendu ». Globalpost décrit la voix comme « incroyable ».

### Oreflam(2014-2015)
Après l'« Ultréïa Tour », Luc lance une nouvelle tournée avec une première date à la salle Olympia de Paris, le 21 février 2014.
Oreflam, 7e album de Luc Arbogast, sort le 25 août 2014 chez Universal Music Division Mercury Records. Il contient 15 chansons dont une reprise du générique de la série télévisée de HBO : Game of Thrones. L'album est disque d'or.

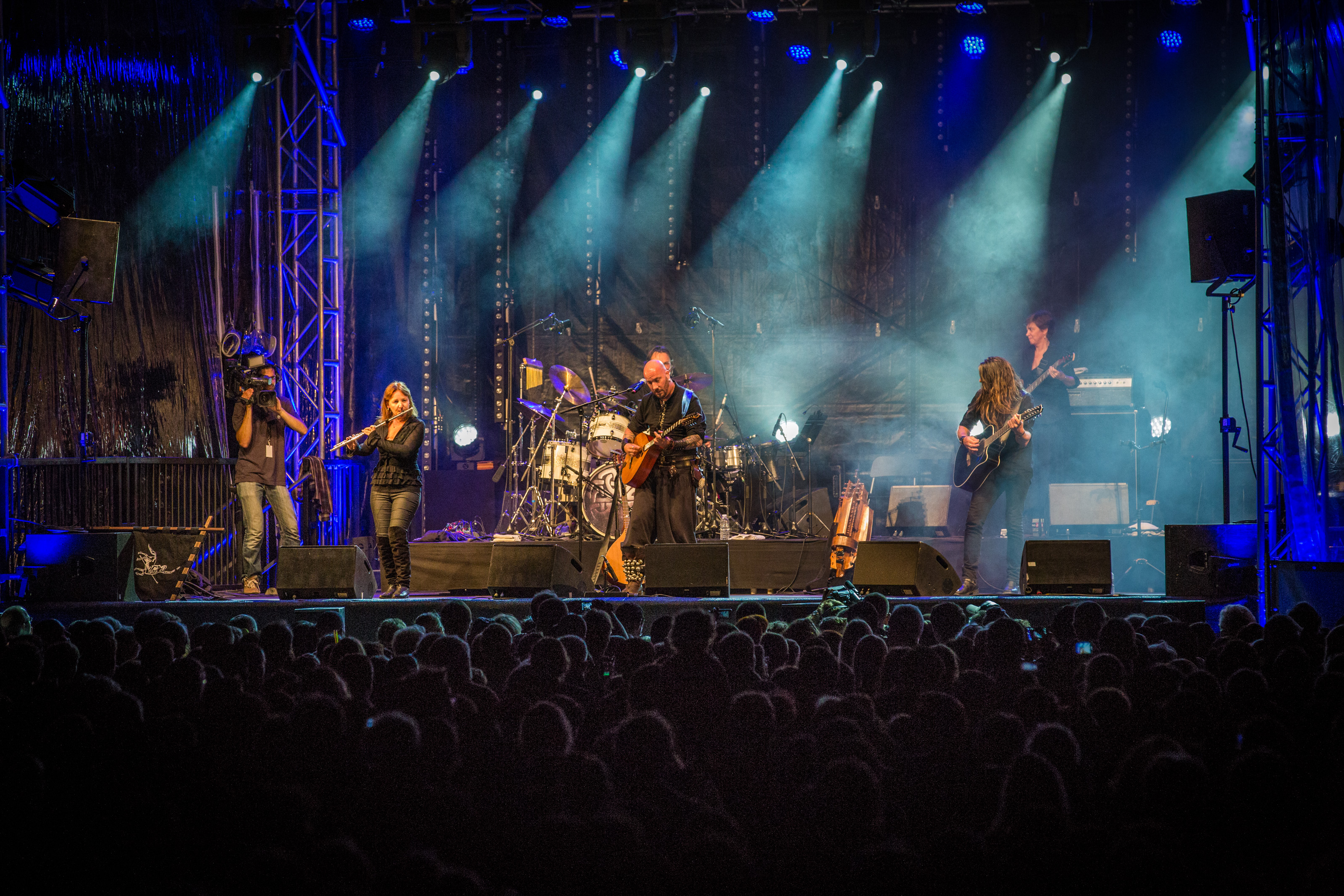
Luc Arbogast lors du concert de millénaire des fondations de la cathédrale Notre-Dame de Strasbourg sur la place du château le 20 septembre 2014.

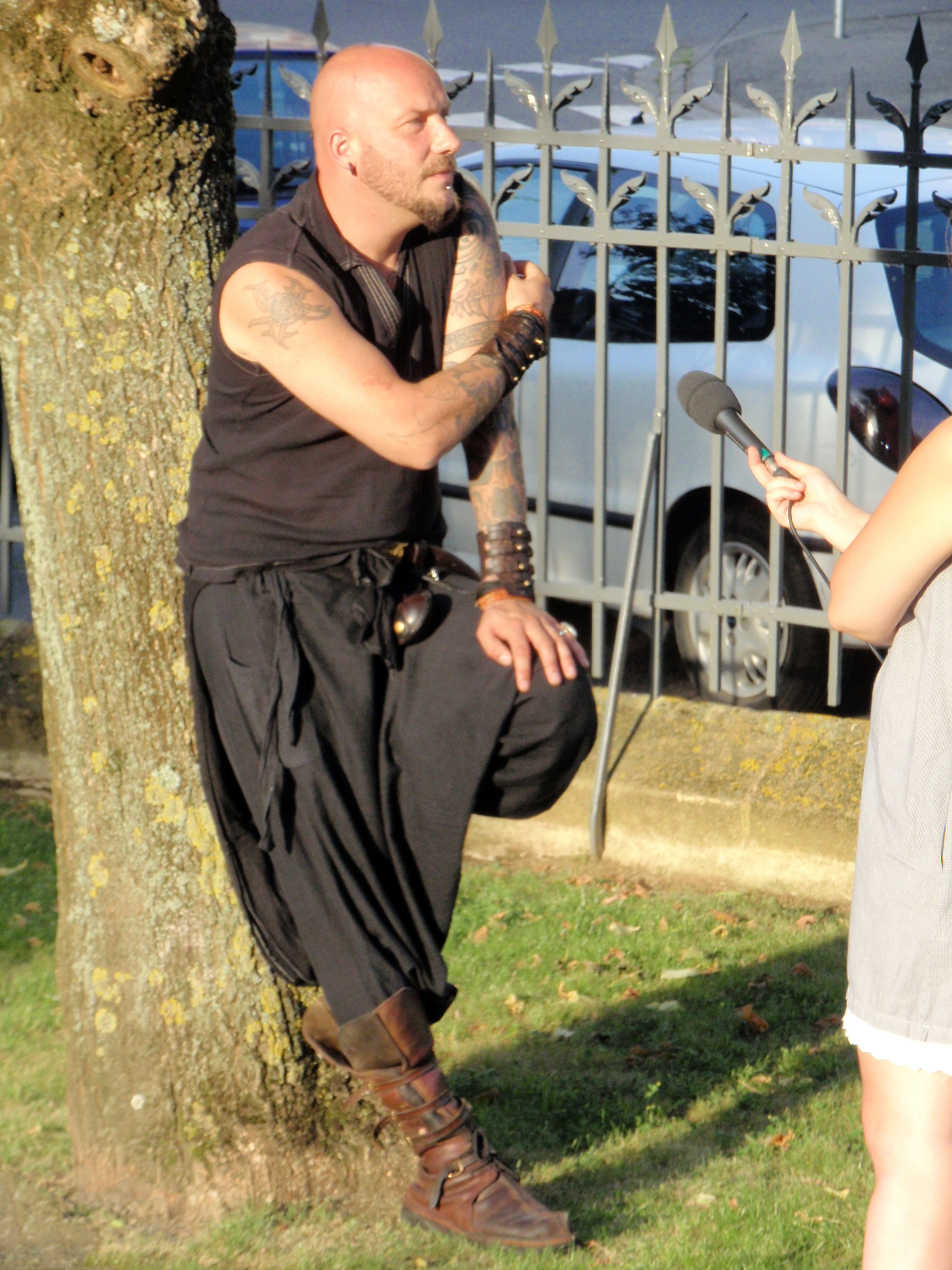
Luc Arbogast en interview le 1er juillet 2010 à Montigny-lès-Metz.

Le 20 septembre 2014, à l'occasion du Millénaire des fondations de la cathédrale Notre-Dame de Strasbourg, il donne un concert sur la place du château devant plus de dix mille spectateurs pour, dit-il, « rendre hommage à la cathédrale et au public strasbourgeois. »
Après un concert privé à la Maison de la Radio fin septembre 2014, Luc interprète La Veillée des Oiseleurs dans la cathédrale Saint-Michel de Bruxelles pour le site Bruxelles ma belle, site Internet ayant pour but de présenter les attraits de la ville avec des artistes interprétant leurs chansons.
Le 21 mars 2015, il réalise une performance dans The Voice, la plus belle voix où il interprète Vox Clamantis. Le 17 septembre, Luc organise, avec le trio Myrdhin, un concert de soutien pour la ville de Dinan, dont une partie de ses remparts s'est effondrée quelques mois plus tôt.

### Metamorphosis(2016-2020)
Le 14 août 2016, il participe au Summerlied à Ohlungen,. Le 7 octobre 2016, il dévoile la pochette et le titre de son prochain album, Metamorphosis, qui sort le 11 novembre 2016. Après une prestation au Moulin 9 de Niederbronn-les-Bains le 11 mars 2017, il revient à la salle Olympia le 26 mars.
Le 23 novembre 2017, il est décoré par l'Ordre de la Courtoisie française pour son investissement dans la représentation de la France et de ses traditions.
Entre le 6 avril et le 30 novembre 2019, Luc Arbogast part en tournée en France dans le cadre de « The Alkemyan Tour ». Pour la première fois depuis ses débuts, il se produit seul sur scène, accompagné de son bouzouki. Concernant la thématique de la tournée, il insiste sur le rapport entre l'homme et la nature, puisqu'il rappelle que ce lien sacré qui existe entre l'être humain et les divinités de la nature primitive n'a jamais disparu.

### Songe d'une nuit d'hiver(depuis 2020)
Le 15 décembre 2020, Luc Arbogast sort l'album Songe d'une nuit d'hiver où il reprend des anciens chant de Noël, ainsi que des compositions qui parlent de l'hiver avec l'esprit alsacien.
La même année, il crée la tournée de concerts « Via Antika Tour » avec de nouveaux titres et arrangements,

## Style musical

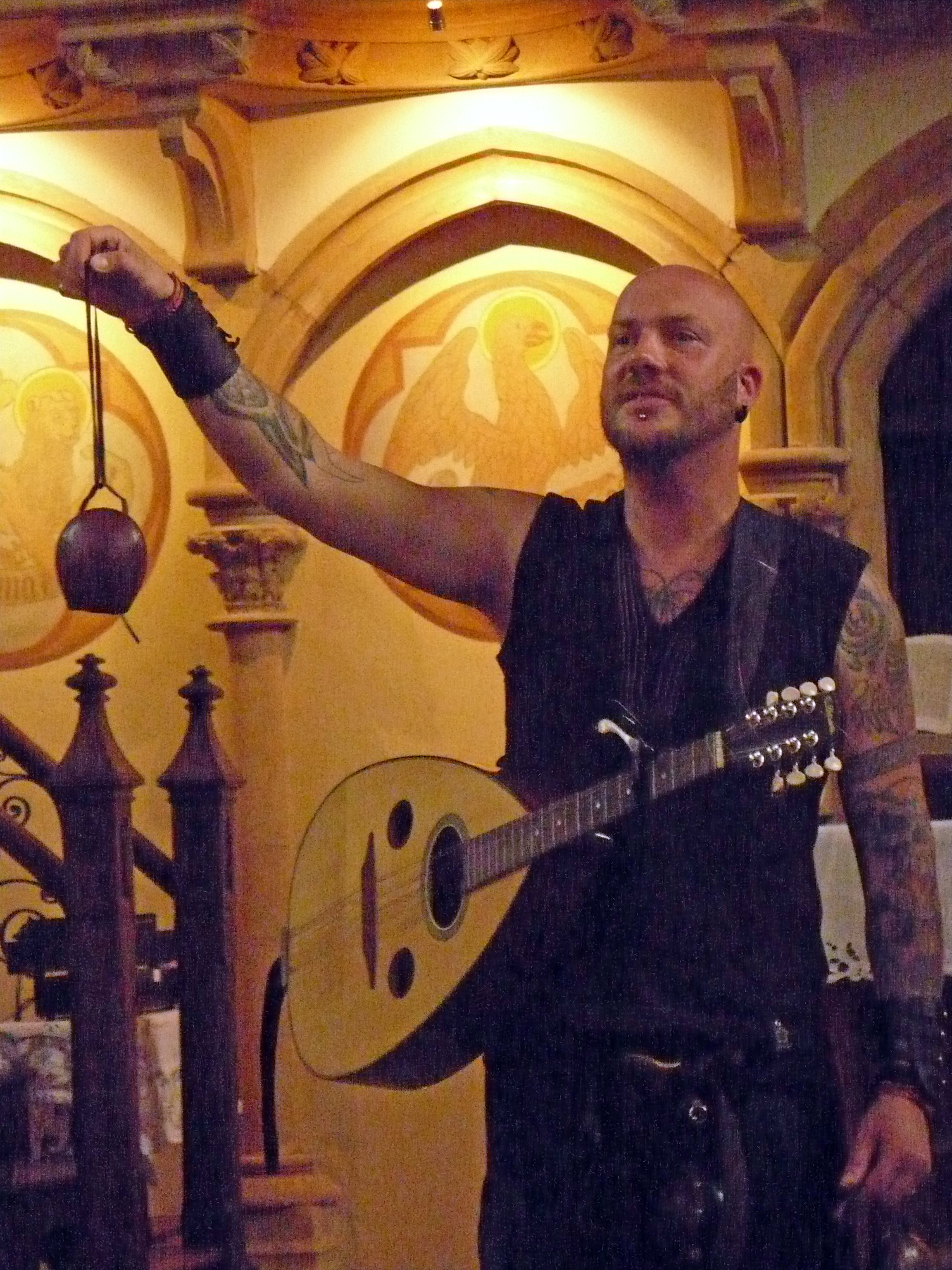
Luc Arbogast présente un grelot avec un laúd en bandoulière le 1er juillet 2010 au temple protestant de Montigny-lès-Metz.

Autodidacte jouant à l'oreille sans connaître le solfège, Luc Arbogast chante et joue une musique inspirée de la musique médiévale, et des traditions paysannes. Il s'accompagne de grelots, d'une vielle à roue, d’un laúd et d'un bouzouki irlandais, ce dernier découvert par hasard, puisque selon lui : « Ses notes basses soulignent le lien avec la terre, ses aiguës, le lien avec le ciel.»
Parmi ses inspirations figurent les Cantigas de Santa María, les Lieder de Walter von der Vogelweide, les œuvres d'Hildegarde de Bingen, et de Guillaume de Machaut.
Le chanteur écrit des chansons qui célèbrent l'amour courtois autant que la communion avec la nature, ou bien des morceaux classiques, « résolument tournés vers l'avenir » qu'il réinterprète en ancien occitan, ancien français, énochien ou encore en allemand médiéval,. Luc Arbogast est fasciné par le Moyen Âge « parce que de cette époque difficile, où la société était si cloisonnée entre les paysans, les nobles et le clergé, sont nées les plus belles mélancolies».

## Musicothérapie
Luc Arbogast organise aussi des stages de musicothérapie, comme il le confie : « Le chant, c'est un très bon outil pour soigner les blessures. Physiques ou de l'âme ».

## Vie privée
Pour des raisons familiales et pour son « besoin de tranquillité d'esprit pour l'inspiration », Luc Arbogast vit en Auvergne,. Il est père d'un garçon né en 2007.

## Récompenses
- 3 × Platine pour Odysseus
- Or pour Oreflam
- Médaille de l'Ordre de la Courtoisie

## Radio
- 11 octobre 2014 : concert privé sur France Bleu, présenté par Elodie Suigo.

## Théâtre
- Février et mars 2003 : Dom Juan ou le Festin de pierre, de Molière : mise en scène de Pierre Salzani, Théâtre universitaire de Strasbourg

#### Origines historiques
- Culture germanique: Minnesang
- Occitan: Troubadour, Trobairitz, Liste de troubadours et trobairitz
- Langue d'Oïl: Trouvère
- Ménestrel, Ménestrandie, Ménestrandise